# گرگ هیمالیایی
گرگ هیمالیایی (نام علمی: Canis lupus chanco) یکی از زیرگونه‌های گرگ است که در لداخ در هیمالیا، فلات تبت و ارتفاعات آسیای مرکزی و عمدتاً در ارتفاعات بالای ۴۰۰۰ متر زندگی می‌کند. این گرگ‌ها برای زندگی در محیط کم اکسیژن سازگار شده‌اند.
برخی از نویسندگان طبقه‌بندی مجدد این دودمان را به عنوان گونه‌ای جداگانه پیشنهاد کرده‌اند. در سال ۲۰۱۹، کارگاهی که توسط گروه تخصصی IUCN /SSC Canid برگزار شد، اشاره کرد که توزیع گرگ هیمالیا شامل محدودهٔ هیمالیا و فلات تبت است. این گروه توصیه می‌کند که این دودمان گرگ با عنوان «گرگ هیمالیایی» شناخته شود و تا زمانی که تجزیه و تحلیل ژنتیکی از هولوتیپ‌ها در دسترس نباشد، با عنوان Canis lupus chanco طبقه‌بندی شود. گرگ هیمالیایی فاقد تجزیه و تحلیل مورفولوژیکی مناسب است. گرگ‌ها در هند و نپال در ضمیمه I CITES به عنوان در معرض خطر انقراض ذکر شده‌اند.

## ویژگی‌ها

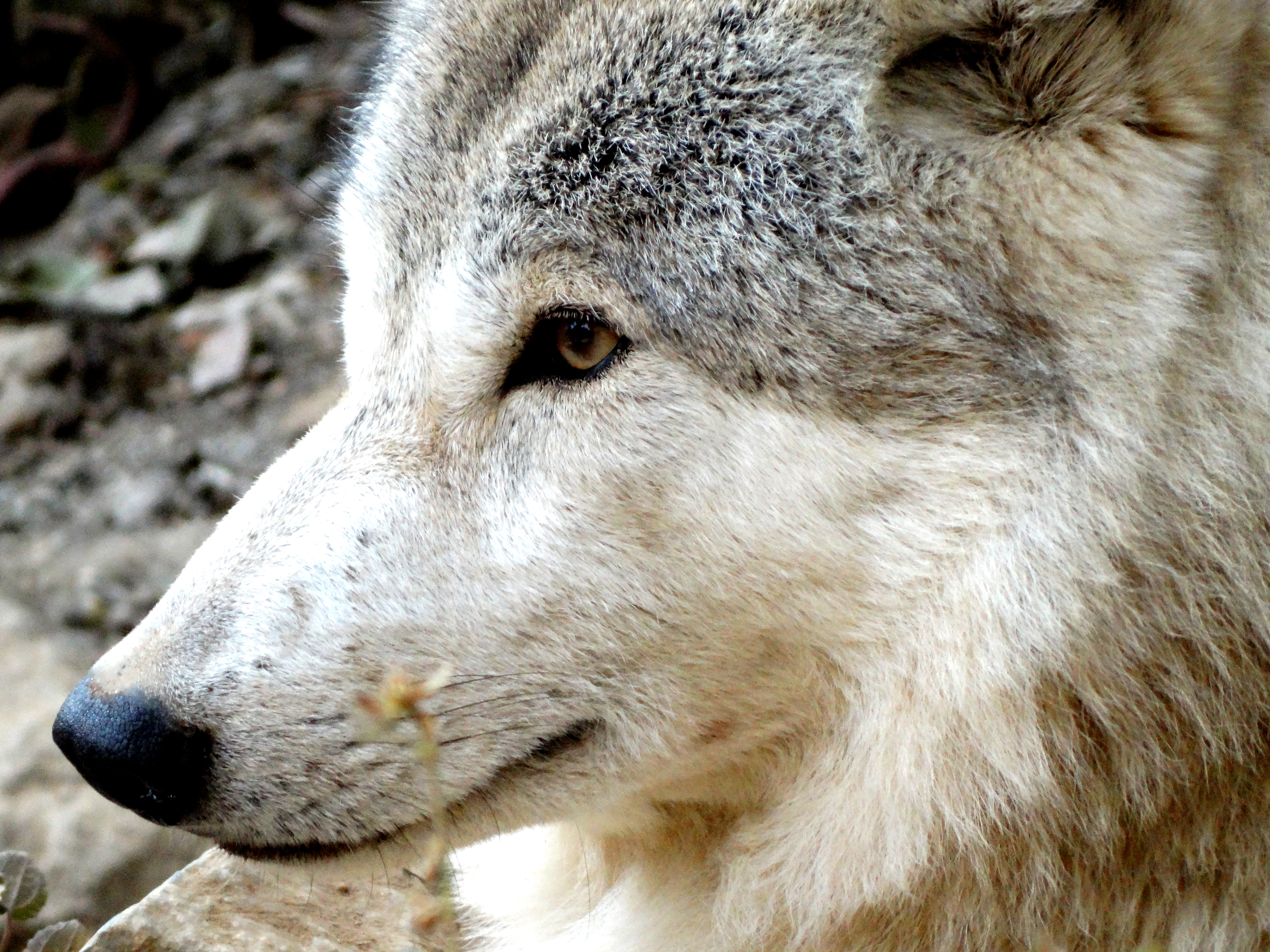
گرگ هیمالیایی

گرگ هیمالیایی دارای خز ضخیم و پشمی است که در پشت و دم به رنگ قهوه‌ای مایل به خاکی و در صورت، شکم و اندام‌ها به رنگ زرد مایل به سفید است. طول آن حدود ۱۱۰ سانتیمتر (۴۵ اینچ) و بلندای آن تا شانه ۷۶ سانتیمتر (۳۰ اینچ) است. این گرگ از گرگ هندی بزرگ‌تر است. لکه‌های سیاه با فاصلهٔ نزدیک روی پوزه، زیر چشم‌ها و روی گونه‌ها و گوش‌ها وجود دارد. وزن آن حدود ۳۵ کیلوگرم (۷۷ پوند) است.
قلب گرگ‌های هیمالیایی در ارتفاعات بالا، سطح پایین اکسیژن را تحمل می‌کند.

### طعمه‌ها
گرگ‌های هیمالیایی طعمه‌های وحشی را بر طعمهٔ اهلی و دام‌ها ترجیح می‌دهند. آن‌ها غزال تبتی کوچک‌تر را بر گوزن لب‌سفید بزرگ‌تر ترجیح می‌دهند و غزال تبتی ساکن دشت را بر گوسفند آبی هیمالیای صخره‌ای ترجیح می‌دهند. غذای تکمیلی آن‌ها شامل مارموت کوچک هیمالیا، خرگوش پشمالو و خرگوش بی‌دم است. گرگ‌های هیمالیایی از شکار دام‌ها در جایی که طعمهٔ وحشی در دسترس است خودداری می‌کنند، اما انتظار می‌رود تجاوز به زیستگاه و کاهش جمعیتِ طعمه‌های وحشی، منجر به درگیری با گله‌داران شود. برای حفاظت از آن‌ها، تأمین امنیت جمعیت طعمه‌های وحشی ضروری است. خر تبتی، شوکای سیبری بز کوهی سیبری، اسب پرژوالسکی، یاک وحشی، آرگالی، گوسفند وحشی اوریال، مارخور، گوزن بخارا و گوزن قرمز تبتی نیز به‌عنوان گونه‌های مورد شکار توسط گرگ هیمالیایی ثبت شده‌اند.
منابع تاریخی نشان می‌دهد که گرگ‌ها گاه در لداخ و لاهول کودکان را می‌کشتند. در پناهگاه حیات وحش پیشنهادی Gya-Miru در لداخ، شدت شکار دام‌ها در سه روستا نشان داد که گرگ‌های تبتی شایع‌ترین شکارچیان هستند که ۶۰ درصد از کل تلفات دام‌ها را تشکیل می‌دهند و پس از آن پلنگ برفی و وشق اوراسیایی قرار دارند. بیشترین طعمهٔ آن‌ها بزهای اهلی (۳۲٪) و پس از آن گوسفند (۳۰٪)، یاک (۱۵٪) و اسب (۱۳٪) بودند. گرگ‌های هیمالیایی اسب‌ها را به‌طور قابل توجهی بیشتر و بزها را کمتر از آنچه که از فراوانی نسبی آن‌ها انتظار می‌رفت می‌کشتند.